# Campus universitario di Bari

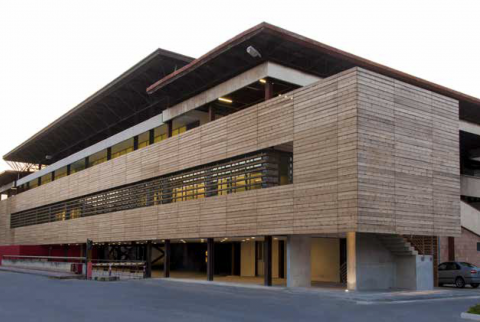
Edificio che ospita la sede centrale del Politecnico di Bari

Il campus universitario di Bari è stato creato nel 1951 nel rione San Pasquale di Bari ed è sede dei dipartimenti di Agraria, Botanica, Fisica, Chimica, Scienze del Farmaco, Geomineralogia, Biologia, Matematica, Scienze della Terra, Geologia e Geofisica, Informatica afferenti all'Università degli studi di Bari Aldo Moro, oltre che, a partire dal 1967, della Facoltà d'Ingegneria e, successivamente, dalla Facoltà di Architettura, questi ultimi oggi afferenti al Politecnico di Bari, fondato nel 1990. 
Il Campus è intitolato ad Ernesto Quagliariello, rettore dell'Università degli studi di Bari dal 1970 al 1977.

## Altri progetti

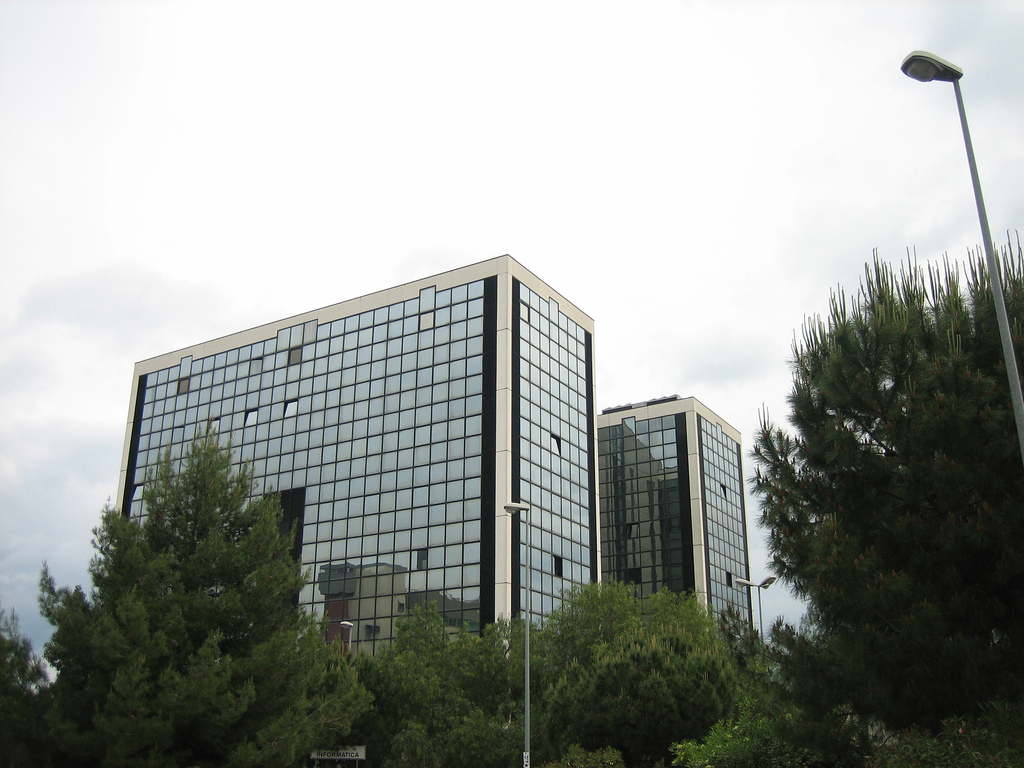
Edificio del Dipartimento di Informatica